# Усолка (притока Ками)
Усолка — річка в Росії, ліва притока Ками. Протікає в Солікамському районі Пермського краю. Гирло річки знаходиться в 919 км по лівому березі Ками. Довжина річки становить 57 км, площа басейну — 506 км. Впадає в Каму в межах міста Солікамськ.
Бере початок у двох болотних струмках в 8 км вище нежитлового села Верх-Усолка. Можливо, тут знаходився край танучого льодовика, про що свідчать моренні валуни. Витік знаходиться на пагорбах на захід від передгір'їв Північного Уралу за 25 км на південний схід від центру Солікамська і за 25 км на північний схід від центру Березників. Витік лежить на вододілі з басейном Вішери, поблизу бере свій початок Великий Сурмог.
Річка тече спочатку в північно-західному напрямку, потім повертає на захід, а в пониззях, у межах Солікамська — на південний захід. Русло сильно звивисте. У середній течії річки стоять села Харюшіна і Городище, а також ще кілька покинутих сіл. Нижня течія проходить територією Солікамська, де річка впадає в бічній затон Ками, утворений підприємом Камського водосховища вище Солікамську.
Середня глибина річки 1—1,5 м, ширина річки лише в деяких ділянках досягає 10 м. Назва походить від соляних джерел, що впадають в річку. Води верхів'їв річки Усолка використовують для водопостачання міста Березники. Пониззя річки забруднені відходами промисловості Солікамська.

## Притоки (км. від гирла)
| км. | Назва притоки   | Російською     | Яка?  |
| --- | --------------- | -------------- | ----- |
|     | Клистівка       | Клистовка      | права |
| 15  | Селянка         | Селянка        | ліва  |
|     | Чорна           | Чёрная         | права |
|     | Понкрашін Лог   | Понкрашин Лог  | ліва  |
|     | Тренінський Лог | Тренинский Лог | права |
| 31  | Ростовіца       | Ростовица      | права |
|     | Крутий Лог      | Крутой Лог     | ліва  |
|     | Плехівський Лог | Плеховский Лог | ліва  |
|     | Бубрівка        | Бубровка       | права |
|     | Березівка       | Берёзовка      | права |
|     | Мішалка         | Мешалка        | ліва  |
| 42  | Великий Єґ      | Большой Ег     | ліва  |
|     | Пашківка        | Пашковка       | ліва  |
|     | Бочкариха       | Бочкариха      | ліва  |
|     | Мамонка         | Мамонка        | права |
|     | Байбаківка      | Байбаковка     | права |

## Дані водного реєстру
За даними державного водного реєстру Росії відноситься до Камського басейнового округу, водогосподарська ділянка річки — Кама від водомірного поста у села Бондюг до міста Березники, річковий підбасейн річки — басейни приток Ками до впадання Білої. Річковий басейн річки — Кама.
За даними геоінформаційної системи водогосподарського районування території РФ, підготовленої Федеральним агентством водних ресурсів:
- Код водного об'єкта в державному водному реєстрі — 10010100212111100006857
- Код з гідрологічної вивченості (ГВ) — 111 100 685
- Код басейну — 10.01.01.002
- Номер тома за ГВ — 11
- Випуск за ГВ — 1